# Marița–Plovdiv
Marița–Plovdiv este o arie protejată (arie de protecție specială avifaunistică — SPA) din Bulgaria întinsă pe o suprafață de 1.108,81 ha, integral pe uscat.

## Localizare
Centrul sitului Marița–Plovdiv este situat la coordonatele 42°08′53″N 24°36′00″E / 42.148056°N 24.6°E.

## Înființare
Situl Marița–Plovdiv a fost declarat arie de protecție specială avifaunistică în martie 2007 pentru a proteja 21 de specii de animale.

## Biodiversitate
Situată în ecoregiunea continentală, aria protejată nu include niciun habitat protejat.
La baza desemnării sitului se află mai multe specii protejate de  păsări (21): uliu porumbar (Accipiter gentilis), uliu păsărar (Accipiter nisus), pescăruș albastru (Alcedo atthis), rață pitică (Anas crecca), rață mare (Anas platyrhynchos), rață cârâitoare (Anas querquedula), stârc cenușiu (Ardea cinerea), rață roșie (Aythya nyroca), șorecarul comun (Buteo buteo), barză neagră (Ciconia nigra), lebădă de iarnă (Cygnus cygnus), lebădă de vară (Cygnus olor), egretă albă (Egretta alba), vânturel roșu (Falco tinnunculus), becațină comună (Gallinago gallinago), Gallinago media, pescăruș râzător (Larus ridibundus), cormoran mare (Phalacrocorax carbo), cormoran mic (Phalacrocorax pygmeus), corcodel mic (Tachybaptus ruficollis), nagâț (Vanellus vanellus)